# Villermain
Villermain ist eine französische Gemeinde mit 388 Einwohnern (Stand 1. Januar 2022) im Département Loir-et-Cher in der Region Centre-Val de Loire. Sie gehört zum Kanton La Beauce und zum Arrondissement Blois. 
Nachbargemeinden sind Ouzouer-le-Marché im Norden, Baccon im Nordosten, Cravant im Südosten, Lorges im Süden und Saint-Laurent-des-Bois im Westen.

## Bevölkerungsentwicklung
| Jahr      | 1962 | 1968 | 1975 | 1982 | 1990 | 1999 | 2006 | 2017 |
| --------- | ---- | ---- | ---- | ---- | ---- | ---- | ---- | ---- |
| Einwohner | 390  | 367  | 326  | 275  | 250  | 285  | 304  | 398  |